# Charles Bougard
Pour les articles homonymes, voir Bougard.
Charles Bougard est un artiste-peintre et graveur de l'école belge né en 1865 et décédé en 1926.

## Œuvres
Charles Bougard s'est particulièrement intéressé à illustrer les paysages du Brabant, les fermettes et les derniers moulins des environs de Bruxelles. Il aimait rendre des vues avec étangs où se reflétait le paysage. Les étangs de Watermael eurent sa prédilection.
Comme peintre rustique et national, Charles Bougard fut actif comme décorateur lors de l'Exposition universelle de Bruxelles de 1910.

## Expositions
- 1911 : Bruxelles, Galerie Boutte, du 29 avril au 12 mai 1911[3].
- 1923 et 1924 : Bruxelles, galerie Dechenne.